# تبرته (مقاطعة فراهان)
تبرته (بالفارسية: تبرته) هي قرية تقع في مركزي في إيران. يقدر عدد سكانها بـ 1,064 نسمة .